# Andrij Czeremisin
Andrij Andrijowycz Czeremisin, ukr. Андрій Андрійович Черемісін, ros. Андрей Андреевич Черемисин, Andriej Andriejewicz Czieriemisin (ur. 23 kwietnia 1947 w Krasnodarze, Rosyjska FSRR) – ukraiński piłkarz pochodzenia rosyjskiego, grający na pozycji pomocnika, a wcześniej napastnika, trener piłkarski.

## Kariera piłkarska

### Kariera klubowa
Urodził się w Krasnodarze, ale w wieku siedem lat ojciec był zmuszony przenieść się do Nalczyka, gdzie Andrij poszedł do Szkoły Piłkarskiej. W miejscowym Spartaku Nalczyk rozpoczął karierę piłkarską, w którym występował przez 3 lata (od 1966 zawodnik w drużynie rezerw). Jego pierwszym trenerem był B. Sedanow. W 1968 podczas meczu z Tawriją Symferopol został zauważony przez selekcjonerów Tawrii i od następnego sezonu bronił barw krymskiej drużyny. W lipcu 1970 przeszedł do Szachtara Donieck, ale po pół roku (rozegrał w tym czasie 6 meczów) powrócił do Tawrii. W 1973 bronił barw wojskowego klubu Zwiezda Tyraspol. W 1974 ponownie wrócił do symferopolskiego klubu. Po zakończeniu sezonu 1979 postanowił zakończyć karierę piłkarską, ale już na początku 1980 odezwał się na prośbę trenerów pomóc Tawrii. Po zakończeniu sezonu 1980, Tawrija zdobyła awans do Wyższej ligi ZSRR. W 1981 odszedł do amatorskiego zespołu Meteor Symferopol, w którym ostatecznie zakończył karierę piłkarską w 1986.

## Kariera trenerska
Po zakończeniu kariery piłkarskiej rozpoczął pracę szkoleniowca. Najpierw szkolił dzieci w Szkole Sportowej Tawrija Symferopol (1981-1988). Na początku 1989 zgodził się na propozycję Anatolija Zajajewa pracować w sztabie szkoleniowym Tawrii Symferopol. 1 sierpnia 1990 stanął na czele klubu, którym kierował do końca 1990 roku. Potem do 1993 kontynuował pracę w klubie jako asystent. Z Tawriją w 1992 został pierwszym mistrzem niepodległej Ukrainy. Od 16 września 1994 do 15 grudnia 1994 ponownie prowadził krymski klub. Od marca do lipca 1995 samodzielnie prowadził Polissia Żytomierz. Potem przez dwa lata trenował krymski klub Awanhard Dżankoj. Następnie pracował z dziećmi, organizował klub Spartak Symferopol. Od lipca do końca 2000 roku pomagał trenować piłkarzy Polissia Żytomierz, dokąd zaprosił go trener Anatolij Zajajew. Potem przez 2 lata trenował amatorski zespół Awanhard Dżankoj. Od 2003 pracował w Szkole Sportowej Tawrija Symferopol.

## Sukcesy i odznaczenia

### Sukcesy piłkarskie
Tawrija Symferopol
- mistrz Pierwoj ligi ZSRR: 1980
- brązowy medalista Pierwoj ligi ZSRR: 1977
- brązowy medalista Mistrzostw Ukraińskiej SRR: 1972
- zdobywca Pucharu Ukraińskiej SRR: 1974

### Sukcesy trenerskie
Tawrija Symferopol (jako asystent)
- pierwszy historyczny mistrz Ukrainy: 1992
- finalista Pucharu Ukrainy: 1994

### Odznaczenia
- tytuł Mistrza Sportu ZSRR